# Drogoń piaskowy
Drogoń piaskowy (Poecilus lepidus) – gatunek chrząszcza z rodziny biegaczowatych i podrodziny dzierowatych. Zamieszkuje palearktyczną Eurazję od Pirenejów po Syberię.

## Taksonomia
Gatunek ten opisany został po raz pierwszy w 1763 roku przez Giovanniego Antonia Scopoliego pod nazwą Carabus vulgaris. Po przeniesieniu do rodzaju Poecilus okazała się ona być młodszym homonimem, w związku z czym za ważny uznaje się epitet nadany w 1785 roku przez Nathanaela Gottfrieda Leskego w kombinacji Carabus lepidus. Wyróżnia się w jego obrębie pięć podgatunków:
- Poecilus lepidus csikii (Kult, 1949)
- Poecilus lepidus gressorius Dejean, 1828
- Poecilus lepidus lepidus Leske, 1785
- Poecilus lepidus schatzmayri Jeannel, 1981
- Poecilus lepidus sulcatissimus Reitter, 1908

## Morfologia
Chrząszcz o wydłużonym ciele długości od 10 do 15 mm, lśniącym u samców i bardziej matowym u samic, ubarwionym czarno z wierzchem metalicznie miedzistym, purpurowozłotym, złocistym, zielonozłotym, niebieskim, fioletowym lub czarnym, czasem dwubarwnym. Czułki są całkowicie czarne, a ich człony od pierwszego do trzeciego zaopatrzone są w ostre kile. Delikatnie mikrorzeźbione przedplecze w tylnej części zwęża się ku tyłowi i ma krawędzie boczne w tylnej połowie proste lub prawie proste, a tylne kąty dobrze zaznaczone, acz małe. Rowki brzeżne przy krawędziach bocznych są na całej długości równie wąskie, nierozszerzone w tyle. Dołki przypodstawowe są dobrze wgłębione, a zewnętrzne z nich są całkowicie odseparowane od krawędzi bocznych podłużnymi, gładkimi zgrubieniami, węższymi niż u P. sericeus. Pokrywy mają kąty barkowe bez ząbków lub z ząbkami bardzo słabo zaznaczonymi oraz dobrze wgłębione, pozbawione wyraźnego punktowania rzędy. Para chetoporów (punktów szczecinkowych) przytarczkowych zwykle jest obecna, ale czasem jej brak. W międzyrzędzie trzecim występuje od dwóch do sześciu (zwykle trzy) chetoporów, zwykle umieszczonych blisko trzeciego rzędu, z których przedni leży wyraźnie przed połową długości pokrywy. Rzadko jeden lub dwa chetopory dyskalne obecne są również na międzyrzędzie piątym. Występują zarówno formy o skrzydłach tylnych skróconych, jak i o skrzydłach tylnych w pełni wykształconych. Odnóża mają rdzawoczerwone kolce na goleniach oraz cechują się stopami ze szczecinkami na spodzie ostatniego członu. Genitalia samca mają edeagus słabiej odgięty na bok niż u P. sericeus.

## Ekologia i występowanie
Owad rozmieszczony od nizin po góry. Zasiedla suche i nasłonecznione tereny otwarte o skąpej szacie roślinnej, w tym stepy, przesieki, polany i pola uprawne. Preferuje gleby piaszczyste, piaszczysto-żwirowe, także z niewielką domieszką gliny, stroni zaś od jałowych wydm. Postacie dorosłe aktywne są od wiosny do jesieni i stanowią stadium zimujące. Są semizoofagami, polującymi na drobne bezkręgowce, zwłaszcza larwy i ślimaki, ale uzupełniającymi dietę roślinami.
Gatunek palearktyczny. Podgatunek nominatywny znany jest Irlandii, Wielkiej Brytanii, Francji, Belgii, Holandii, Niemiec, Szwajcarii, Austrii, Włoch, Danii, Szwecji, Norwegii, Finlandii, Estonii, Łotwy, Litwy, Polski, Czech, Słowacji, Węgier, Białorusi, Ukrainy, Mołdawii, Rumunii, Bułgarii, Chorwacji, Bośni i Hercegowiny, Serbii, Czarnogóry, Albanii, Macedonii Północnej, Grecji oraz europejskiej i syberyjskiej części Rosji. P. l. gressorius podawany jest z Francji, Szwajcarii, Austrii i Włoch. P. l. sulcatissimus jest endemitem Rumunii, P. l. schatzmayri endemitem środkowych Pirenejów w Hiszpanii, a P. l. csikii endemitem Mongolii.